# Strada statale 507 di Cogne
La ex strada statale 507 di Cogne (SS 507), ora strada regionale 47 di Cogne (SR 47) (in francese, Route régionale 47 de Cogne (RR 47)), è una strada regionale italiana.

## Percorso
Ha origine dalla strada statale 26 della Valle d'Aosta nella località Plan-de-Sarre, a Sarre, dove si situa ugualmente l'accesso al casello di Aosta Ovest dell'A5 Torino-Courmayeur. Prosegue quindi verso sud, superando la Dora Baltea e raggiungendo il centro abitato di Aymavilles.
Da qui risale la Val di Cogne fino al capoluogo (Veulla) di Cogne.
In seguito al decreto legislativo 22 aprile 1994 n. 320, dal 1994, la gestione è passata dall'ANAS alla Regione Valle d'Aosta, che l'ha classificata come strada regionale con la denominazione di strada regionale 47 di Cogne (SR 47) (in francese, Route régionale 47 de Cogne (RR 47)).
Con decreto ministeriale, la strada viene declassata definitivamente a strada regionale.